# Ladyland
Ladyland war eine Comedyserie von und mit Anke Engelke.

## Konzept
Ladyland war eine Weiterentwicklung des Formats Ladykracher. Es wurden nicht mehr viele kleine Clips, sondern komplette Geschichten eingespielt. Dadurch war es der jeweiligen dargestellten Figur möglich, eine strukturvollere Persönlichkeit zu entwickeln. Somit wurde der Zuschauer dazu animiert, tiefer in die Situationen einzutauchen und auch besser versteckte Gags zu erkennen.
Die weiblichen Hauptrollen in allen der jeweils drei bzw. zwei Geschichten spielte jeweils Anke Engelke, die anderen Rollen wurden von wechselnden Schauspielern übernommen. Gäste waren u. a. Mark Keller, Bettina Lamprecht, Moritz Lindbergh, Peter Lohmeyer, Heinrich Schafmeister, Hilmi Sözer, Christian Tramitz und Christof Wackernagel.

## Die Serie

### Erste Staffel
Die erste Staffel wurde ab dem 20. März 2006 um 22:15 Uhr auf Sat.1 ausgestrahlt. Die Bücher stammen von Chris Geletneky und Sascha Albrecht.
Es wurden in einer 60-minütigen Folge (netto 45 Minuten) jeweils drei Geschichten erzählt, die ihren Ursprung an einem gemeinsamen Ort (beispielsweise einer Hotellobby) haben. Dort trafen sich die Protagonisten der drei Handlungen zufällig, und von jeder dieser Personen wurde erzählt, wie deren Geschichte weiter verläuft.
Die Premierenfolge am 20. März 2006 sahen 1,56 Millionen Zuschauer bei 7,9 Prozent Marktanteil. In der Gruppe der 14- bis 49-Jährigen verfolgten 900.000 Zuschauer die Sendung (Marktanteil: 10,6 %).

### Zweite Staffel
In der zweiten Staffel von Ladyland wurden in einer 25-minütigen Folge jeweils zwei unabhängige Geschichten erzählt. Zwischendurch waren kleine Kurzsketche mit den Engelkes-Figuren zu sehen, die bereits aus Ladykracher und Anke Late Night bekannt waren. Die Staffel beinhaltete insgesamt 24 Geschichten, wobei zwölf davon bereits im Rahmen der ersten Staffel gezeigt wurden. Die Verknüpfungen zu den früheren Parallel-Geschichten wurden dabei herausgeschnitten, eine bekam sogar ein anderes Ende.

## Kritiken
Die Kritiken zu Engelkes neuem Format waren überwiegend positiv, besonders gelobt wurde ihr Mut, ein neues Konzept auszuprobieren, das subtileren Humor für Erwachsene bietet. Als Beispiel der Kommentar von Christian Buß auf Spiegel Online:
Dass "Ladyland" tatsächlich die Kundschaft, die sich zuvor der brachial-regressiven ProSieben-Klamotte ausgesetzt hat, halten kann, erscheint allerdings fraglich. Auch wenn ebendies die Strategie des ProSiebenSat.1-Senderverbunds sein dürfte. Dabei gehen die Pennälerzoten des Märchenmassakers und der nicht minder explizite, aber durchaus erhellende erotische Witz von Engelkes Show einfach nicht zusammen. Damit sich "Ladyland" durchsetzen könnte, müsste man der Serie wahrscheinlich Zeit einräumen, um ihr kompliziertes Erzählverfahren auszutarieren und ein Publikum zu erreichen, das sich vor allem aus den älteren Jahrgängen der werberelevanten Zuschauer zwischen 14 und 49 zusammensetzt.
Diese Zeit aber, soweit dürfte Anke Engelke ihren alten Haussender kennen, räumt Sat.1 keiner seiner Comedy-Experimente ein.

## Auszeichnungen
- 2006 – Deutscher Comedypreis – Beste Komödie